# Heinrich Joachim Herterich

Heinrich Joachim Herterich, porträtiert von Erwin Speckter

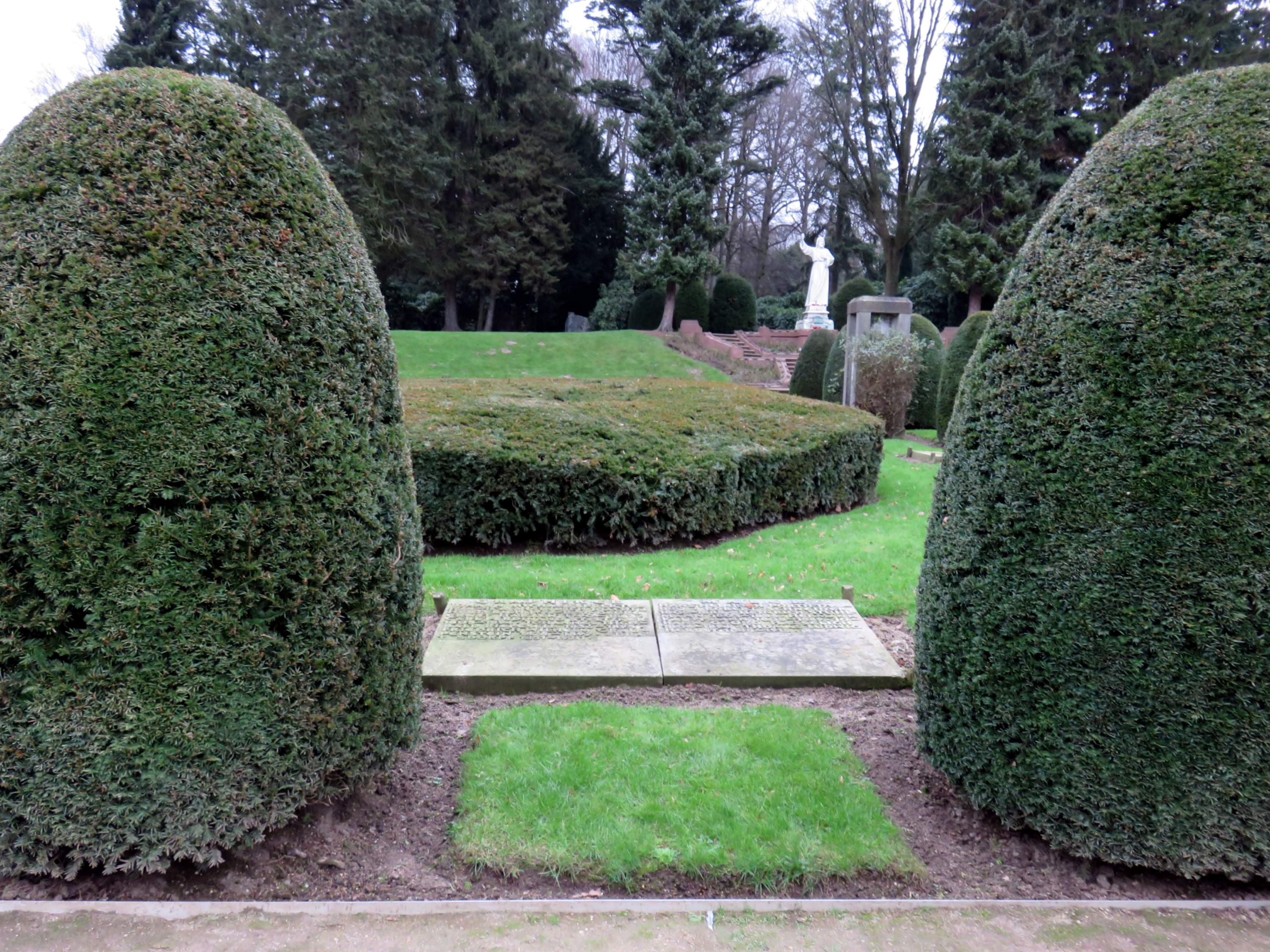
Grabmalplatten der Graphiker und Maler auf dem Althamburgischen Gedächtnisfriedhof des Ohlsdorfer Friedhofs

Heinrich Joachim Herterich (getauft am 7. Juni 1772 in Hamburg; † 20. März 1852 ebenda) war ein deutscher Lithograf, Maler und Radierer.

## Leben
Herterich war Schüler seines Vaters Johann Andreas Herterich (1725–1794), der ursprünglich aus Bayreuth stammte, und unternahm 1804 eine Studienreise nach Paris. Er betätigte sich als Porträtmaler, malte aber auch Landschaften in einem von Claude Lorrain beeinflussten Stil.
Den Steindruck erlernte er 1817 bei Johann Michael Mettenleiter in München und gründete 1818 in Begleitung von drei Lithografen nach Hamburg zurückgekehrt gemeinsam mit Johannes Michael Speckter die erste Lithografieanstalt in Norddeutschland. Das neue Druckverfahren fand in den künstlerischen Kreisen in und um Hamburg großen Anklang. Herterich selbst zeichnete hingegen nur wenig auf Stein und blieb bei der Malerei. Um 1825 war er bei der Einrichtung der Lithografischen Anstalt in Berlin behilflich.
Er war der Familie Speckter bis zu seinem Tode eng verbunden und Lehrer der Söhne Erwin und Otto Speckter wie auch 1797 von Philipp Otto Runge.
Der Maler Friedrich Nehrlich war sein Neffe und Schüler.
Auf dem Ohlsdorfer Friedhof, im Bereich des Althamburgischen Gedächtnisfriedhofs, nahe dem Haupteingang des Friedhofs wird auf dem Doppel-Sammelgrabmal der Graphiker und Maler unter anderen an Heinrich Joachim Herterich erinnert, dessen Name auf der linken Graphiker-Grabplatte steht, wie auch der des Johannes Michael Speckter.